# Melechesh
Melechesh is een black-metalband rond Melechesh Ashmedi, afkomstig uit Jeruzalem. Tegenwoordig opereert de band vanuit Frankrijk en Nederland.
De band wordt beschouwd als Israëlische band hoewel geen van de leden van oorsprong Israëlisch zijn of de Israëlische nationaliteit hebben. Op dit moment bestaat de band uit vier nationaliteiten: Armeens/Assyrisch (Ashmedi), Assyrisch (Moloch), Nederlands (Xul) en Oekraïens (Al' Hazred).

## Biografie
Melechesh Ashmedi startte de band Melechesh als een soloproject in 1993. Het jaar daarop werden gitarist Moloch en drummer Lord Curse toegevoegd in de line-up. De band wilde een nieuwe blackmetalstijl creëren met invloeden van Midden-Oosterse folk, thrashmetal en black metal.
Hun release van de demo As Jerusalem Burns... Al'Intisar kreeg aandacht van zowel underground-metalfans als de lokale autoriteiten. Melechesh werd beschuldigd van "duistere cultactiviteiten" door de politie van Jeruzalem. Later werden de beschuldigingen ingetrokken. In 1996 bracht de band haar debuutalbum As Jerusalem Burns...Al 'Intisar... uit op een Amerikaans black-metallabel en trad Al' Hazred als bassist tot de band toe.
Sinds 1998 opereert de band vanuit Frankrijk en Nederland vanwege het tekort aan kansen in Israël. Drummer Lord Curse bleef in Jeruzalem en verhuisde later naar de Verenigde Staten voor zijn studie en werd vervangen door de drummer van Absu, Proscriptor. Sindsdien heeft Melechesh twee volledige albums uitgebracht: in 2001 het Mesopotamisch/Arabisch getinte album Djinn en in 2003 het Mesopotamische/Sumerische getinte Sphynx. In 2005 nam de band als vierde album Emissaries op. In 2004 verving Xul de drummer Proscriptor.

## Bandleden

### Huidige bezetting
- Ashmedi - vocals, solo- en slaggitaar, 12-snarige gitaar, toetsen, percussie
- Moloch - solo- en slaggitaar, Buzuq
- Rahm- bas extra vocals sinds 2009
- Xul - drums, percussie

### Voormalige bandleden
- Lord Curse - drums
- Proscriptor - drums, percussie
- Al' Hazred - basgitaar, extra vocals

## Discografie
Albums:
- The Siege of Lachish (ep, 1995)
- As Jerusalem Burns...Al'Intisar (1996)
- Djinn (2001)
- Sphynx (2003)
- The Ziggurat Scrolls (ep, 2004)
- Emissaries (2006)
- The Epigenesis (2010)
- Enki (2015)